# 雙馬尾
雙馬尾，是指左右兩邊各綁上對稱馬尾的髮型，通常多見於少女或小女孩。日本民间团体日本纪念日协会自2012年起认定2月2日为“双马尾日”。

## ACG文化
|              | 馬尾隨意紮一下就好，雙馬尾綁歪了就不好看。綁雙馬尾蠻麻煩的，媽媽幫女兒綁、傭人幫大小姐綁的可能性較高。 |
| ——傻呼嚕同盟 | |

在ACG世界中，雙馬尾女性角色的一種類型就是稚氣重，例如戀愛模擬遊戲《初吻物語》（ファーストKiss☆物語）七瀨綾華與《美少女戰士》月野兔；另一種類型則是大小姐型，例如《校園迷糊大王》澤近愛理。
在日文中，「双马尾」的发音（ツインテール）与「傲娇」的发音（ツンデレ）相近，因此亦有「双马尾是傲娇的基本」的说法。不過不是所有擁有雙馬尾的二次元少女都是傲嬌。

## 图集

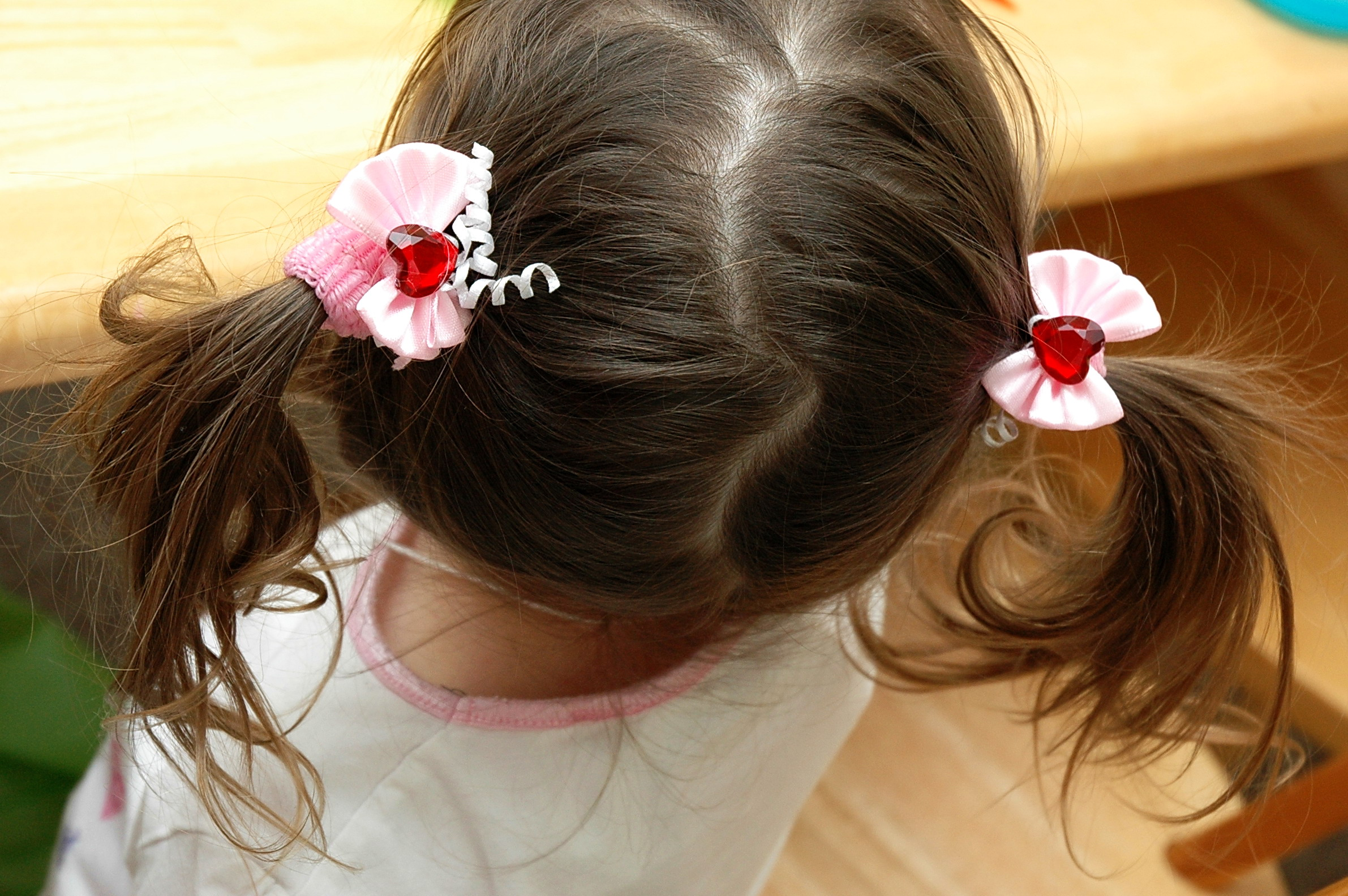
女孩之雙馬尾
少女之双马尾
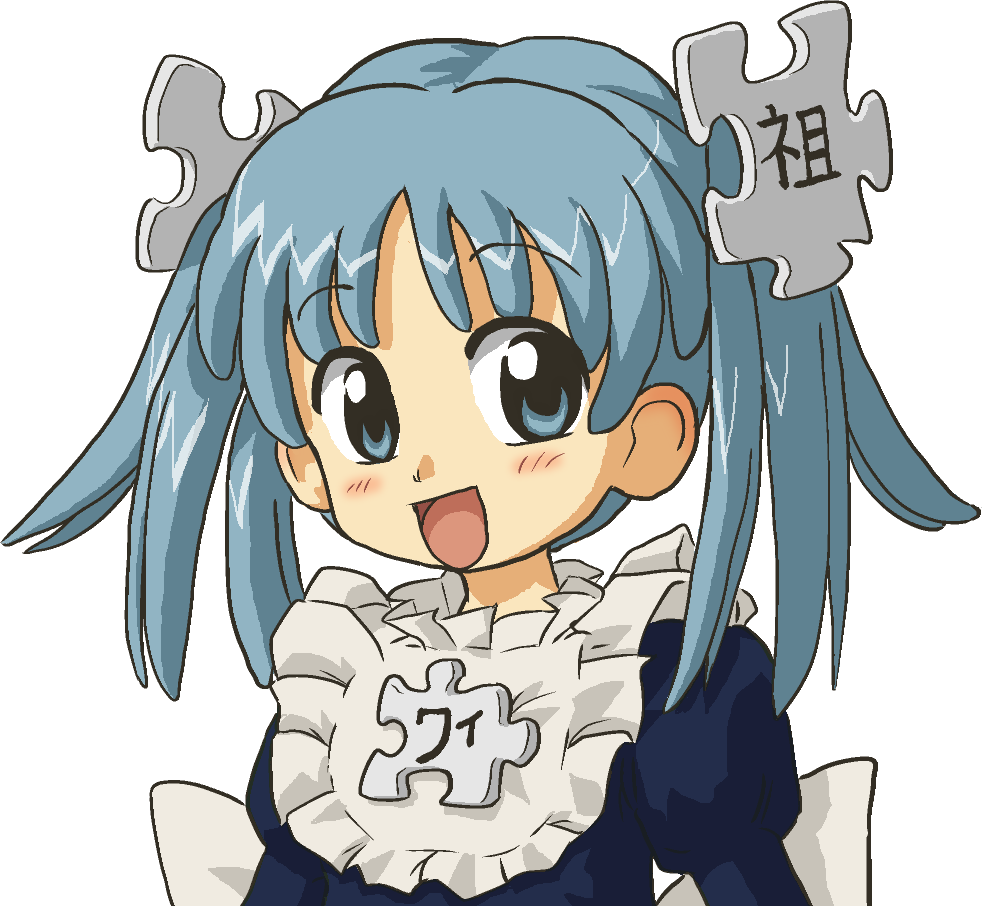
維基娘的髮型为雙馬尾
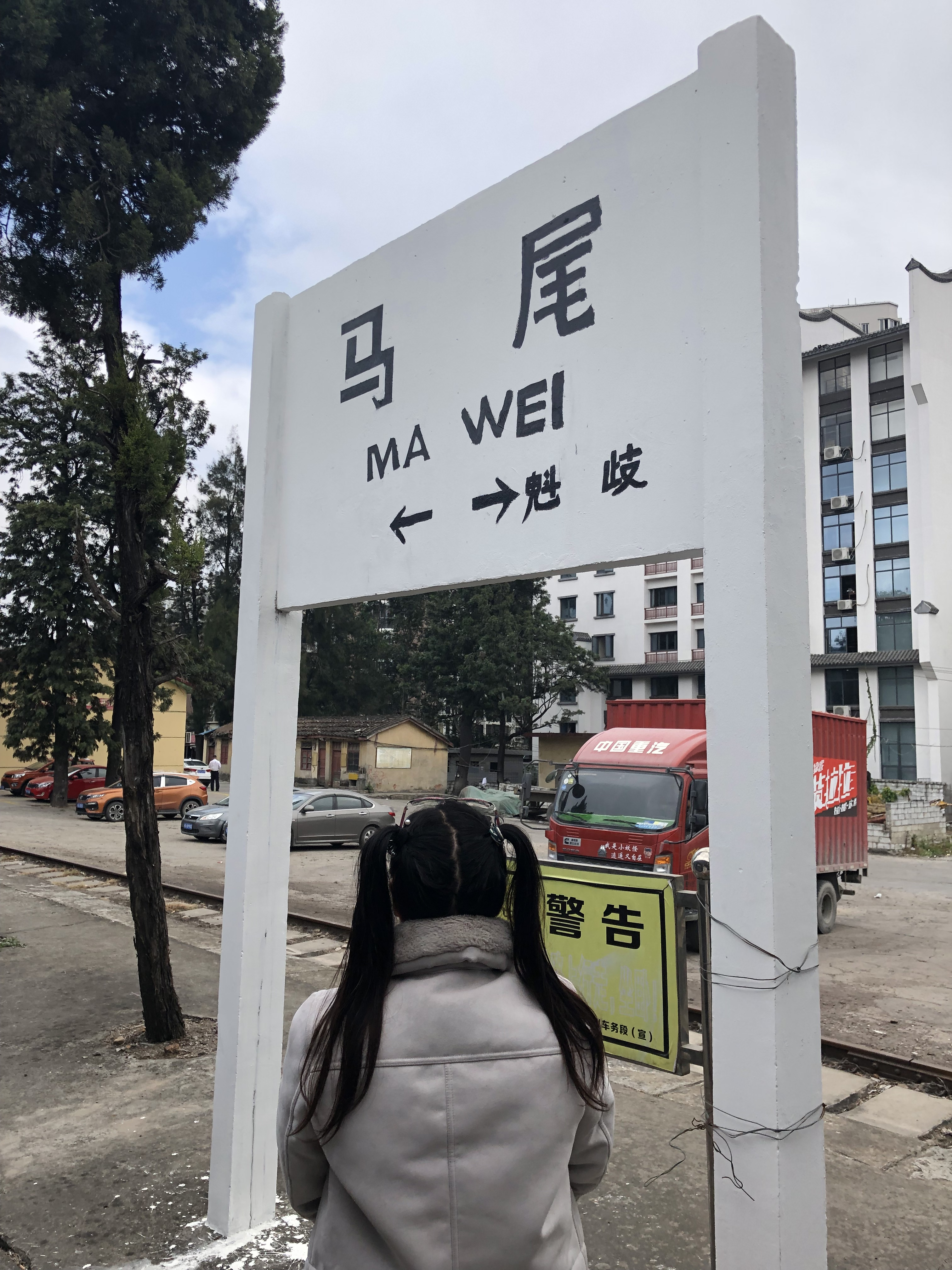
站在马尾区马尾镇马尾站的马尾松旁边的双马尾女性

## 外部連結
- 日本雙馬尾協會 （页面存档备份，存于）